# Јасна Јојић
Јасна Јојић (Бор, 27. јануар 1963) српски је новинар, дизајнер и писац. Бавила се истраживањем влашке магије и културе.

## Биографија
Мајка је српске музичарке Теја Доре.

### Образовање
Студирала је филозофију на Филозофском факултету у Београду до 1984, под менторством професора Бранка Павловића и Александра Крона. Касније је студирала новинарство и комуникологију на Факултету за медије и комуникацију, Универзитета „Сингидунум“ до 2009. под менторством професора Бобана Томића и Дарка Танасковића. Завршила је мастер студије на Факултету политичких наука смер новинарство и комуникологија, под менторством професора Чедомира Чупића.

### Новинарски рад
Током средње школе објављивала је своје текстове у месечнику „Колектив „Рударско-топионички басен Бор“ у рубрици екологија.
Од 1995. професионално се бави новинарством у компанији „Новости“. У листу „Вечерње Новости“ објавила је преко 6000 рубрика, репортажа и фељтона а 2003. године у „Ревији 92“ објавила је преко 3500 истраживачких и аналитичких рубрика.Током своје каријере интервјуисала је бројне познате личности, међу којима су Добрица Ћосић, Миодраг Зец, Саво Бојовић, Вања Булић и други.
У периоду од 1997 до 2000. године осмишљавала је и реализовала медијске кампање за промоцију и помоћ археолошким налазиштима и природним резерватима у источној Србији. У том периоду настао је низ текстова у којим је наглашавала значај ових локалитета и апел јавности да се они сачувају. Локалитети који су били укључени: Римски локалитети Шаркамен, Кливељ, Ромулијана,праисторијски локалитети: Лепенски Вир, Рудина Глава, Доња Бела Река, Брестовачка бања, Тилва Рош, Борско језеро
Водила је вишегодишњу кампању за Национални парк „Ђердап“ са циљем промоције природе и антрополошке баштине овог локалитета. Објављивала је текстове у којима је откривала еколошке афере које су се тицале загађења ваздуха и воде. Због тих текстова била је тужена за узнемиравање јавности, а ослобођена је оптужби уз релевантне доказе. 
Сарађивала је са Природњачким музејом, Народним музејом Србије, Музејом рударства и металургије, из чијих се сарадњи развила кампања са археолошко-етнолошким и историјским рубрикама које су се тицале заштите реке Дунака и Тимока а касније је писала о Ђердапу, Злотској пећини, Гамзиградској Бањи, Брестовачкој Бањи, Голубац.
Од 1997. године члан је Међународне федерације новинара (International Federation of Journalists − IFJ), a од 2002. члан је Удружења новинара Србије (УНС). 

### Дизајнерски рад
Од 1984. до 1995. бави се дизајном накита. 1992. представљала је СФР Југославију на изложби ЕХПО у Севиљи. До 2004. имала је седам самосталних изложби дизајна и накита.

### Публицистика
Аутор је више од 60 есеја које је објављивала у издању „Матице српске“, часописа за науку и културу „Развитак“ и зборницима етнологије, археологије. Од 2003. У недељнику „Сведок“ објављује текстове. У својим књигама и текстовима бавила се темама религијског и филозофска наслеђе, обичаја и знања култура старог света: Старе Индије, Кине, Вавилона, Египта, Старе Грчке, Старог Рима као и средњег века. 
Један је од оснивача културно-издавачке куће „Гордон“ у Београду, кроз чији рада се труди да промовише заштиту културне, историјске и природне баштине. 
У току каријере сарађивала на сценаријима више документарних емисија и серијала РТС-а из области медијске презентације културне баштине.
Аутор је књиге „Чуда влашке магије- обичаји и веровања из Тимочке Крајне“, чију је рецензију радио Етнографски институт САНУ. Прво издање је објављено 1999. године и изазвало је јавну расправу после које је Власима дозвољено да се на попису становништва изјашњавају као национална мањина. Касније објављује „Влашку магију 1“ у којој истражује и приказује космологију, митологију и обичаје Влаха. Сакупљала је исповести најпознатијих влашких врачара које се сматрају чуварима влашке културне традиције. У допуњеном издању „Влашка магија 2“ писала је о култу мртвих, култу светлости и ватре, песмама и колективним ритуалима. Књига је састављена од низа интервјуа људи који су долазили по савете и помоћ код такозваних „влашких врачара“. 
Књига „Магија биљака- и лек и амајлија“ представља компилацију истраживања из народне медицине и приче о биљкама (33 врсте). У књизи Јојићева проучава однос врачева вавилонске и фараонске културе, однос монаха католичке и православне цркве према флори, као и промену односа према историјским периодима. „Магија биљака 2-и лек и амајлија“ бави се легендама и митовима који су везани за словенско културно наслеђе. Као основно полазиште користила је цитате из дела Веселина Чајкановића, Тихомира Ђорђевића, Вука Караџића. Кроз књиге „Календар за срећне дане- веровања и обичаји европских народа” и „Магијски календар за црвена слова” описује историјски ток празника од праисторије до данас. У овој књизи ауторка је успела да превазиђе националне, идеолошке, верске баријере и заузела је тезу према којој све религије имају исти корен, односно потичу од јединствене религије. 
У књизи „Речник сујеверја- трипут пруцни и у дрво куцни“ бави се античким списима и етнографијама са подручја Балкана и Србије. Тежиште књиге ставља на сличним веровањима народа широм света која постоје вековима и која како ауторка сматра указују на непостојање временских и географских граница.